# Thomas Nagel
 Der er for få eller ingen kildehenvisninger i denne artikel, hvilket er et problem. Du kan hjælpe ved at angive troværdige kilder til de påstande, som fremføres i artiklen.

Thomas Nagel (1956-) var en dansk fodboldspiller i 1980'erne. Han nåede at spille 4 landskampe for Danmark mellem 1981 og 1983. Han startede sin karriere i AGF og spillede senere en sæson for det engelske fodboldhold Fulham F.C..